# Гришковский, Яков Игнатьевич
Я́ков Игна́тьевич Гришко́вский (1864 — после 1928) — член IV Государственной думы от Гродненской губернии, протоиерей.

## Биография
Православный. Из семьи священника.
Окончил Литовскую духовную семинарию со званием студента (1885).
Был настоятелем церкви в Соколках, затем Гродненского собора. Возведен в протоиереи. Кроме того, до избрания в Думу состоял председателем уездного отделения Гродненского епархиального училищного совета и Сокольским благочинным.
В 1912 году был избран членом Государственной думы от Гродненской губернии. Входил во фракцию русских националистов и умеренно-правых (ФНУП), после её раскола в августе 1915 — в группу сторонников П. Н. Балашова. Состоял членом комиссий: по народному образованию, по вероисповедным вопросам, по судебным реформам и о народном здравии.
После революции жил в Белгороде. 30 марта 1928 года арестован. 10 августа того же года Особым совещанием ОГПУ приговорен к лишению права проживать в центральных городах и ЦЧО на 3 года по статье 58-10 УК РСФСР.
Дальнейшая судьба неизвестна.

## Семья
Был женат, имел четверо детей. Один из сыновей:
- Сергей (1893—1947), выпускник Петергофской школы прапорщиков (1916), штабс-капитан 146-го пехотного Царицынского полка, с 1918 года — в Корниловском ударном полку. Галлиполиец. В эмиграции в Болгарии, затем в Бельгии[2].